# Магн из Фюссена
Магн (лат. Magnus, что означает великий, иначе Магинольд, Магинальд (Maginold, Maginaldus), или Магноальд (Magnoaldus), или Манг (Mang); 699, предп. Санкт-Галлен, Швейцария — 772, Фюссен, Бавария) — святой, подвизавшийся на территории современных Швейцарии и Германии; настоятель монастыря в Фюссене, память 6 сентября.

## Житие
Житие святого Магна Vita S. Magni содержит ряд хронологических несоответствий. Считается, что святые Колумбан и Галл провели некоторое время у Виллимара (Willimar), священника из Арбона. Там Галл серьёзно заболел и был оставлен на попечение Магна и Теодора (Magnus and Theodore, или Maginald and Theodo), двух клириков, живших у Виллимара, в то время как св. Колумбан отправился в Италию и основал монастырь в Боббио. Когда Галл был чудесным образом извещён о кончине Колумбана, он послал св. Магна помолиться на его могиле в Боббио. Св. Магн вернулся из Боббио с посохом св. Колумбана и с тех пор следовал его правилу. Когда св. Галл отошёл ко Господу, св. Магн стал вместо него старшим по монашескому общежитию.
В то время священник из епархии Аугсбурга по имени Тоццо(Tozzo) или Тото (Toto) пришёл паломником на могилу св. Галла и позвал св. Магна отправиться вместе с ним в восточную часть Альгоя. Св. Магн прибыл в Ептатику (Eptaticus), иначе Эпфах (Epfach), где Вихберт (Wichbert), епископ аугсбургский, принял его и благословил заняться воцерковлением этой местности. Продравшись через дебри и переправившись через реку Лех в месте, по сей день известном как Санкт-Мангстритт, то есть стопа св. Манга, основал часовню в Вальтенхофене. Он построил себе келью, в которую Пипин Младший приходил с дарами и из которой впоследствии вырос монастырь Фюссен.

## Кончина и чудеса
Св. Манг скончался в этом монастыре и был погребён в воздвигнутой им церкви. В 850 г. монашеская община была утверждена Ланто, епископом аугсбургским. В 851 г. он был перезахоронен во вновь воздвигнутом храме. Частица его мощей была отправлена в Санкт-Галлен. Около 1100 г. выяснилось, что все его мощи исчезли. Место погребение можно вдеть в соборе св. Манга в Фюссене. Тоненькая часть его грудной кости была возвращена в Фюссен из Санкт-Галлена. Теперь она находится в большом стеклянном кресте над главным алтарём. Там же находятся его посох, крест и потир.
По преданию, св. Манг победил дракона и приручил медведя. который повадился воровать яблоки в его саду. Своим посохом он понуждал уходить змей и медведей подальше от тех мест, где жили люди.

## Почитание
Св. Магинольд почитается апостолом Альгоя также в Тироле, в Швейцарии, равно как и старыми баварцами
и швабами, как скорый помощник. Даже сегодня, в Шуссенриде (Schussenried) и Вангене (Wangen), что в Алльгое, серебряный посох св. Манга носят в молитвенных шествиях противу повреждения полей.

## Несоответствия в житиях
По преданию, житие Магна было написано его спутником, Теодором. Это житие было найдено епископом Ланто в плохочитаемом состоянии во время перенесения мощей. Оно было переписано Эрменрихом (Ermenrich), монахом из Эллвангена (Ellwangen) и отредактировано с добавлениями в 1070 г. Отлохом (Othloh) из монастыря Св. Эммерама. Рукопись сохранялась в монастыре Св. Галла (Monastery of St. Gall, Codex 565).
Основное несоответствие в Житии: св. Магн сделан учеником св. Галла (+ 627) и в то же время описывается как современник Вихберта, первого исторически достоверного епископа Аугсбурга (+ ок. 749).
Ряд исследователей считает, что первая часть жития, где св. Магн описан как спутник св. Галла дописана позднее, в связи с перенесением мощей. Когда епископ Соломон III Констанцский освящал церковь в честь св. Магна в монастыре Св. Галла, он получил мощи и Житие из монастыря Фюссен. Между тем, монахи из монастыря св. Галла знали о другом св. Магне, который и на самом деле был спутником св. Галла и жил на сто лет раньше апостола Альгоя.

## Св. Магн в народном почитании
Св. Магн изображается с посохом, поражающим дракона, и с медведем. Его считают покровителем Альгоя от Фюссена и Кемптена. Ему молятся о защите крупного рогатого скота, при глазных болезнях, против змей, червей, крыс, мышей и полевых вредителей.
Крестьянские поговорки:
- Какая погода на св. Магна, такой ей быть ещё четыре недели («Wie’s Wetter ist am Magnus-Tag, / es vier Wochen bleiben mag.»)
- «St. Mang / schlägt’s Kraut mit der Stang.»
- «St. Mang / säht den ersten Strang.»